# 薩氏紅腹魚
薩氏紅腹魚（學名：Chrosomus saylori）為輻鰭魚綱鯉形目雅羅魚科真小鯉屬的其中一種，被IUCN列為瀕危保育類動物，分布於北美洲美國田納西河上游流域，本魚體呈橄欖綠色至棕褐色，底面為銀白色，體側有兩條黑色條紋。在繁殖季節，魚會改變顏色，在體下部形成鮮紅色，背鰭的一部分變成紅色，嘴唇也是如此，條紋變成更深的黑色，頭部和胸部有更多的黑色區域，臉頰和黑色條紋之間的區域變成金色，大部分魚鰭變黃，體長可達7.4公分，棲息在岩石底質的水塘及溪流源頭，因棲地破壞造成淤積威脅該物種。

## 扩展阅读
維基物種上的相關：薩氏紅腹魚